# Ravnikar
Ravnikar je priimek več znanih Slovencev:

## Znani nosilci priimka
- Aleksander Ravnikar (1951—2009), pravnik, politik
- Ana Ravnikar Mavko, arhitektka
- Andreja Legan Ravnikar (*1964), zgodovinska jezikoslovka, leksikografka
- Andreja Ravnikar, konservatorka-restavratorka
- Barbara Ravnikar (1959—2013), slikarka, keramičarka ...
- Bruno Ravnikar (?—2015), partizan, gospodarstvenik: direktor tekstilne tovarne Svila v Mariboru
- Bruno Ravnikar (1930—2023), fizik, muzikolog, šolnik, folklornik
- Dijana Ravnikar (*1978), biatlonka
- Edo Ravnikar (ml.) (*1941), arhitekt in publicist
- Edvard Ravnikar (1907—1993), arhitekt, profesor, urbanist, oblikovalec, publicist, akademik
- Franc Ravnikar (1886—1948), kipar, risar
- Gorazd Ravnikar (*1961), arhitekt
- Jernej Ravnikar (1856—1920), šolnik, glasbenik, politik
- Jolanda Grom Ravnikar (*1952), upok. policistka, humanitarka, pevka, prostovoljka, Slovenka leta
- Kristina Ravnikar, dramaturginja, režiserka?
- Leon Ravnikar, klasični kitarist
- Ljubo Ravnikar (1905—1973), slikar akvarelist, scenograf
- Ludvik Ravnikar (1827—1901), pravnik in politik
- Maja Ravnikar (*1960), biologinja, rastlinska fiziologinja, prof. BF
- Majda Ravnikar, smučarka
- Majda Kregar (por. Ravnikar) (*1941), arhitektka
- Majda Širca Ravnikar (*1953), umetnostna zgodovinarka, novinarka in političarka
- Marko Ravnikar (*1962), polkovnik SV
- Marta Ravnikar (por. Ivanšek, 1920—2009), arhitektka
- Martin Ravnikar, arhitekt
- Matevž (Matej) Ravnikar (1776—1845), teolog, šolnik, ustan. slovenske stolice v Lj, prvi tržaško-koprski škof
- Matevž Ravnikar – Poženčan (1802–1864), pesnik, etnograf (zbiralec ljudskega blaga) in slovaropisec
- Muni Ravnikar, kostumografka ...
- Piera Ravnikar, galeristka
- Sergej Ravnikar, košarkarski trener, športni delavec
- Štefanija Ravnikar Podbevšek (1903–1980), zgodovinska publicistka, pisateljica
- Tine Ravnikar (1911—1985), pohištveni gospodarstvenik (Meblo, Lesnina)
- Tone Ravnikar (1901—1971), zdravnik, zdravstveni organizator
- Tone Ravnikar (1920—1991), genealog, raziskovalec kulturne dediščine, slikar
- Tone Ravnikar (*1958), zgodovinar, muzealec ...
- Vojteh Ravnikar (1943—2010), arhitekt, prof. FA
- Žan Ravnikar, plesalec
- Žiga Ravnikar (*1985), arhitekt
- Žiga Ravnikar (*1999), lokostrelec